# Schonach im Schwarzwald
Schonach im Schwarzwald település Németországban, azon belül Baden-Württembergben. Lakosainak száma 4029 fő (2023. december 31.).

## Népesség
A település népessége az elmúlt években az alábbi módon változott:
| Lakosok száma | 4258 | 4759 | 5010 | 4968 | 4398 | 4463 | 4356 | 4203 | 3998 | 4029 |
|               | 1961 | 1967 | 1974 | 1980 | 1987 | 1993 | 2000 | 2006 | 2013 | 2023 |